# Perfect Match (Bild)
Perfect Match (deutsch: „Ideale Partnerin“) ist ein vertikales Gemäldetriptychon des britischen Pop-Art-Künstlers Allen Jones aus dem Jahr 1966/1967. Die drei Einzelgemälde sind übereinander zu einem 280,7 × 93 cm großen Gesamtbild arrangiert, welches einen Frauenakt zeigt. Aktuell befindet sich das Werk im Museum Ludwig in Köln, 1968 wurde es auf der 4. documenta in Kassel vorgestellt.

## Bildbeschreibung
Das Kunstwerk besteht aus drei Einzelgemälden (Triptychon), die übereinander montiert das Abbild eines nur mit einem durchsichtigen Minirock bekleideten Frauenkörpers zeigen. Dieser ist als Kontur gemalt und erhält durch Schattendarstellungen einen dreidimensionalen Charakter. Das abgeschnittene Gesicht ist dem Betrachter zugewendet, während der Körper selbst im Halbprofil der linken Körperseite dargestellt ist. Der Hintergrund wird durch die Farbe Rot dominiert, die im oberen Bereich mit dem Schwarz der Haare kontrastiert. Im Bereich des Mittelteils kommen blaue und graue Töne, im Bereich der Beine und Gelb im Hintergrund hinzu. Der untere Bereich geht wiederum von Gelb in Rot und auf der anderen Seite in ein leuchtendes Grün über, das zu dem Rot einen starken Komplementärkontrast darstellt.
Der Körper ist im oberen Teil direkt oberhalb des Mundes abgeschnitten, sodass von dem Gesicht nur der Mund abgebildet ist. Die Gesichtshälfte ist im Vergleich zum Körper flächig und wird durch schwarze Haare und blaue Haarsträhnen eingerahmt. Der Mund ist betont voll und stark rot gemalt, sodass er trotz des roten Hintergrunds deutlich erkennbar ist. Dem Hals schließt sich der Oberkörper an, der keine Arme hat und dessen linke Schulter von den Haaren verdeckt ist, wodurch die ansonsten durchgehende Kontur an dieser Stelle aufgebrochen ist. Im Zentrum des oberen Bildes stehen die festen und aufgerichteten Brüste mit deutlichen und spitzen Brustwarzen. Nach unten läuft der obere Teil mit der Taille aus.
Der mittlere Teil beginnt entsprechend direkt oberhalb des Gesäßes und reicht an der Unterkante bis zu den Knien. Gesäß, Vulva und Oberschenkel sind von einem angedeuteten Minirock mit festen Falten verdeckt, jedoch klar erkennbar und deutlich dargestellt. Unter der Rockkante ändert sich die Hintergrundfarbe fließend in gelb.
Der untere Teil des Triptychons beginnt unterhalb der Knie und zeigt die Unterschenkel sowie die Füße, auf deren Zehenspitzen die Frau steht (könnte sich bei der Fußposition auch um angedeutete hochhackige Schuhe handeln). Dabei wird nur der linke Unterschenkel durch Schatten- und Farbspiel dreidimensional dargestellt, während der linke Fuß in den an dieser Stelle grünen Hintergrund übergeht. Das rechte Bein ist als dunkler Schatten abgebildet, an der Vorderseite beider Beine werden die Konturen im Hintergrund nochmals parallel abgebildet.

## Interpretation
Mit „Perfect Match“ schuf  Allen Jones das ideale Frauenbild männlicher Wunschvorstellungen seiner Zeit, die durch gesellschaftliche und kulturelle Umbrüche gekennzeichnet war. Im Mittelpunkt stehen die prall geformten Brüste, die Hüfte und der daran anschließende Hintern sowie die Scham in der Bildmitte hinter einem Minirock, der diese noch mehr zeigt und den Blick darauf eher richtet als verhüllt, sowie die langen Beine, die durch die Haltung nochmals betont werden. „Das von Jones gemalte Bild reduziert die Frau – im Sinne der damals immer kühner werdenden Werbung – auf die Sexsymbole, auf die Beine, die Brüste, den roten Mund und das volle Haar.“ Durch das fehlende Gesicht wird ihr keinerlei Individualität zugestanden. 
Über die scharfen Konturen, die von Jones bewusst eingesetzt wurde, um die gedämpfte Erotik zu betonen, vor der knalligen roten Farbe wird das Klischee weiter zugespitzt und bis zur Grenze der Karikatur verschärft. Die Wiedergabe der Beine mit der Paralleldarstellung der Kontur verleiht dem Bild Bewegung und ist zugleich eine Anlehnung an die futuristisch-kubistische Bewegungsdarstellung des Akt, eine Treppe herabsteigend Nr. 2 von Marcel Duchamp.
Das Bild wird als modernes Fetischbild charakterisiert, in dem der Künstler ein „schillerndes Produkt eines künstlerischen Entwurfs mit kommerziellem Signalcharakter [schuf], künstlich bis in die aufgerichteten Brustwarzen, schrill und vulgär wie die Magazine, die es seinerzeit verbreitet haben“'.

## Einordnung in das Gesamtwerk
Allen Jones war einer der Hauptvertreter der britischen Pop-Art und wurde durch seine provokanten Arbeiten international bekannt. Die bildliche Darstellung von Sex, der durch Jones thematisiert wurde, war bis in die 1960er Jahre ein Tabu, das unter anderem von ihm und Helmut Newton gebrochen wurde. Jones arbeitet sowohl in der Malerei als auch als Schöpfer von Skulpturen, wobei seine Werke sehr oft einen stark erotischen Bezug haben. Vor allem in seinen Plastiken thematisierte er sexuelle Vorlieben und kontrapunktiert diese mit Sinnbildern weiblicher Erotik, wie in diesem Bild durch Sujets von Frauenbeinen in hochhackigen Schuhen.
Die Entwicklung gipfelte in seinen sexuell provokanten Fiberglas-Skulpturen, wie etwa das 1969 geschaffene Kunstwerk Chair, Tate Gallery (London) und andere Möbelstücke, bei denen Frauen in Pin-up-Posen zu Möbeln umfunktioniert wurden.